# Wallace & Gromit: Vengeance Most Fowl
Wallace & Gromit: Vengeance Most Fowl (Nederlandse titel: De gevleugelde wraak) is een Britse stop-motionanimatiefilm uit 2024, geregisseerd door Nick Park en Merlin Crossingham. De film is een vervolg van de film The Wrong Trousers (Nederlandse titel: De verkeerde broek) uit 1993.

## Verhaal
Gromit maakt zich zorgen dat Wallace te afhankelijk wordt van zijn uitvindingen en dat blijkt terecht wanneer Wallace een "slimme" kabouter uitvindt die een eigen geest lijkt te ontwikkelen. Wanneer blijkt dat een wraakzuchtige figuur ook wel de pinguïn Feathers McGraw uit het verleden wel eens de oorzaak zou kunnen zijn, is het aan Gromit om deze sinistere krachten te bestrijden en zijn meester te redden.

## Stemverdeling
| Personage         | Engelse stem     | Nederlandse stem                    | Vlaamse stem         |
| ----------------- | ---------------- | ----------------------------------- | -------------------- |
| Wallace           | Ben Whitehead    | Pieter Tiddens                      | Erik Burke           |
| Albert Mackintosh | Peter Kay        | Finn Poncin                         | Peter Van Gucht      |
| Norbot            | Reece Shearsmith | Roben Mitchell van den Dungen Bille | Thomas Cordie        |
| PC Mukherjee      | Lauren Patel     | Dewi Inesia                         | Britt Van Der Borght |
| Onya Doorstep     | Diane Morgan     | Leonoor Koster                      | Cathy Petit          |

## Productie
In januari 2022 werd een nieuwe Wallace & Gromit-film aangekondigd, met Nick Park en Merlin Crossingham als regisseurs, naar een scenario van Mark Burton, terwijl Claire Jennings werd aangekondigd als producent.
De fabriek die "Lewis Newplast" maakte, de boetseerklei die Aardman gebruikte, sloot in maart 2023. Aardman kocht genoeg resterende klei om de nieuwe Wallace & Gromit-film te kunnen maken. The Daily Telegraph meldde aanvankelijk dat de studio mogelijk geen nieuwe films meer zou kunnen produceren vanwege een gebrek aan klei, maar Aardman bracht later een verklaring uit waarin werd verduidelijkt dat het een nieuwe leverancier zou vinden.

## Release en ontvangst
Wallace & Gromit: Vengeance Most Fowl ging op 27 oktober 2024 in première op de slotdag van het AFI Fest. De film werd genomineerd voor de Golden Globe voor beste animatiefilm.
De film kreeg positieve kritieken van de filmcritici, met een score van 100% op Rotten Tomatoes, gebaseerd op 41 beoordelingen.

## Prijzen en nominaties
De belangrijkste:
| Jaar | Prijs                       | Categorie                    | Genomineerde(n)              | Uitslag     |
| ---- | --------------------------- | ---------------------------- | ---------------------------- | ----------- |
| 2025 | Academy Awards (Oscars)     | Beste animatiefilm           | Beste animatiefilm           | Genomineerd |
| 2025 | British Academy Film Awards | Beste animatiefilm           | Beste animatiefilm           | Gewonnen    |
| 2025 | British Academy Film Awards | Beste kinder- en familiefilm | Beste kinder- en familiefilm | Gewonnen    |
| 2025 | British Academy Film Awards | Uitzonderlijke Britse film   | Uitzonderlijke Britse film   | Genomineerd |
| 2025 | Golden Globe                | Beste film - animatie        | Beste film - animatie        | Genomineerd |
| 2025 | Critics Choice Awards       | Beste animatiefilm           | Beste animatiefilm           | Genomineerd |